# N.B. Breinholt
Niels Buch Breinholt (18. maj 1832 på Sønder Vinkel ved Lemvig – 25. januar 1917) var en dansk godsejer, etatsråd og politiker.
N.B. Breinholt var søn af proprietær N.M. Breinholt og hustru Ingeborg f. Buch; gift med Anna Jakobine f. Knudsen, f. 14. april i Forballum. Han fik sin uddannelse i Realgymnasiet i Hamborg 1847-48, i England 1850-51, var ejer i af Vandborg Vestergaard 1854, senere tillige af Møllegaard i Vandborg Sogn ved Lemvig, Mellem Mølle i Ramme Sogn og hovedgården Rysensteen.
Efter tidligt at have beklædt forskellige større og mindre tillidshverv – sognerådsmedlem 1859-64, amtsrådsmedlem 1858-64 og overklitfoged over Ringkjøbing Amt 1868-77 – blev han i 1870 valgt som 1. Landstingsmand for 8. kreds for først Højre og siden De Frikonservative. Breinholt var en i kystsikrings-, Havne- og landbrugsspørgsmål kyndig og arbejdsom mand. Han var medlem af Kystsikringskommissionen 1874-83, af Landbokommissionen af 1894, af Kommissionen af 1898 ang. Statsbanedriften og af Tuberkulosekommissionen af 1901, suppleant i Overskyldrådet. Han var Ridder af Dannebrog og Dannebrogsmand.
Breinholt ægtede i 1858 Anna Jakobine Knudsen, datter af den ansete og indflydelsesrige
sønderjyske patriot Knud Lausten Knudsen (en kort tid medlem af Landstinget som valgt i "de blandede distrikter") og Gyde Marie f. Ocksen. Hans datter Karen ægtede ingeniøren Theodor Wedén.
Niels Buch Breinholt var fætter til Niels Christensen Breinholt (1819-1906), som 1855-1875 ejede Spøttrup. Han var bror til proprietær J.S. Breinholt som sad i Folketinget 1897-1898.